# NGC 4761
NGC 4761 est une galaxie lenticulaire (elliptique ?) vue par la tranche et située dans la constellation de la Vierge. Sa vitesse par rapport au fond diffus cosmologique est de 4 768 ± 29 km/s, ce qui correspond à une distance de Hubble de 70,3 ± 4,9 Mpc (∼229 millions d'al). NGC 4761 a été découverte par l'astronome allemand Wilhelm Tempel en 1882.
Note : les bases de données Simbad et HyperLeda identifient NGC 4761 à PGC 43757. Toutes les autres sources consultées identifient NGC 4761 à PGC 43768.

## Groupe compact de Hickson 62
NGC 4761 (HCG 62C) l'une des quatre galaxies du Groupe compact de Hickson 62. Les trois autres galaxies sont NGC 4764 (HCG 62D), NGC 4776 (HCG 62 B) et NGC 4778 (HCG 62A). Notons que ces galaxies ne font pas partie d'un groupe de galaxies, mais qu'elles sont simplement dans une région restreinte de la sphère céleste.

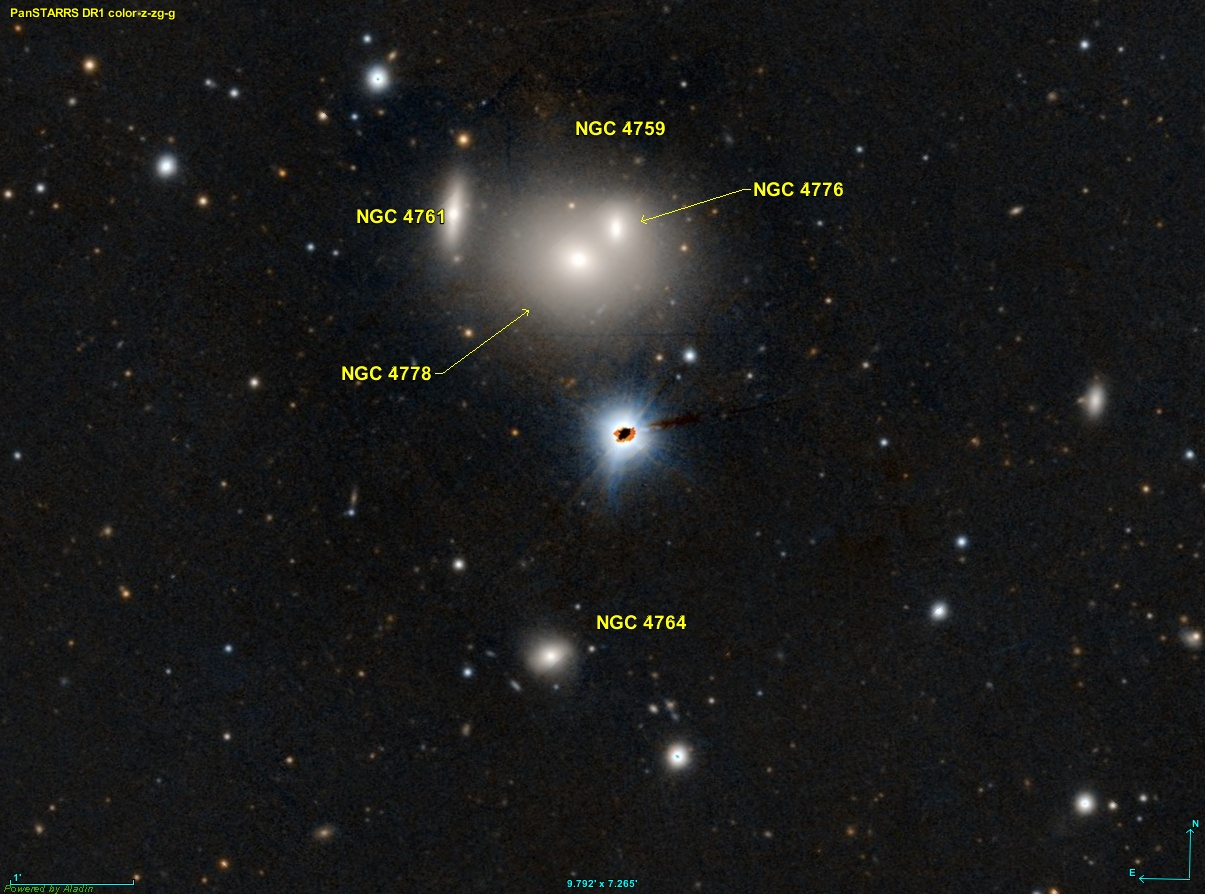
Le groupe compact de Hickson 62.

Note : les bases de données HyperLeda et Simbad identifient par erreur les galaxies NGC 4761 et NGC 4764 à PGC 43757 et PGC 43768 qui sont respectivement les galaxies NGC 4778 et NGC 4761.